# ハンディキャップ理論
ハンディキャップ理論（ハンディキャップりろん、英: Handicap principle）とは、1975年にイスラエルの生物学者アモツ・ザハヴィによって提唱された議論の余地のある仮説である。この理論は、性淘汰がお互いをだましたり欺いたりする明らかな動機を持つオスとメスの動物の間で、どのようにして信頼できるシグナリングにつながるのかを説明することを目的としている。ハンディキャップ理論において、第二次性的特徴はコストのかかる信号であり、その特徴を持たない個体には手の出ない資源をシグナル発信者に費やさせるため、信頼性が高くなければならないと示唆している。さらに、生物学的適応度の高い動物は、全体的な適応度を効果的に下げるような、ハンディキャップ行動や形態によってこのことを知らせるとハンディキャップ理論は提唱している。中心的なアイデアは、性淘汰によって選ばれた形質は顕示的消費のように機能し、資源を無駄遣いする能力を示すというものである。したがって、受信者は、質の低いシグナル発信者がそのような無駄で贅沢なシグナルを出すことができないため、シグナルが質を示していることを知ることができる。
ハンディキャップ理論は、ヒナの餌乞い、捕食者を阻止するシグナリング、威嚇ディスプレイなどの状況を表すゲーム理論モデリングによって支持されている。しかし、信頼できるシグナリングは必ずしもコストがかかるわけではなく、ハンディキャップ理論の理論的根拠が弱められており、経験的証拠によって確認されていない。

## 歴史

### 起源
ハンディキャップ理論は、1975年にイスラエルの生物学者アモツ・ザハヴィによって提唱された。彼は、性淘汰がお互いをだましたり欺いたりする利害関係があるにもかかわらず、オスとメスの動物の間で信頼できるシグナリングにつながる可能性があると主張した。ハンディキャップ理論は、第二次性的特徴はコストのかかる信号であり、質の低い個体には手の出ない資源をシグナル発信者に費やさせるため、シグナル発信者の質の信頼できる指標となると主張している。この現象の一般性については議論や意見の相違があり、生物学におけるハンディキャップの範囲と重要性についてのザハヴィの見解は主流には受け入れられていない。それでもなお、この考え方は非常に影響力があり、この分野のほとんどの研究者は、この理論が動物のコミュニケーションの一部を説明していると信じている。

### グラフェンのシグナリングゲームモデル

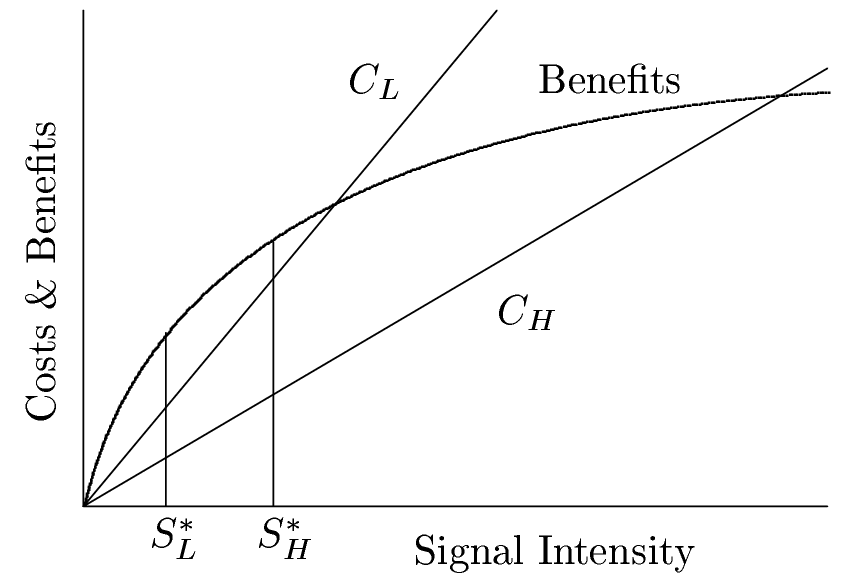
ジョンストンの1997年のグラフィック表現に基づいたザハヴィのハンディキャップのグラフ。ここでは質の低いシグナル発信者のコストで、は質の高いシグナル発信者のコストである。最適なシグナリングレベルは、質の低いシグナル発信者の場合は、質の高いシグナル発信者の場合はである

ハンディキャップ理論は当初、議論を呼んだ。イギリスの生物学者ジョン・メイナード＝スミスは、ザハヴィの考えに対する著名な初期の批評家だった。
しかし、ハンディキャップ理論は、ゲーム理論モデル、特にスコットランドの生物学者アラン・グラフェンのシグナリングゲームモデルによって支持されているため、より広く受け入れられるようになった。これは本質的に、カナダ・アメリカの経済学者マイケル・スペンスの求人市場シグナリングモデルの再発見であった。ここでは、求職者は高価な教育を宣言することで自分の質を示す。グラフェンのモデルでは、求愛するオスの質は、クジャクの尾のような華美な形質への投資によって示される。質の高いシグナル発信者が信号を生産するコストが、質の低い発信者よりも比例的に低い場合、信号は信頼できる
アメリカの生物学者トーマス・ゲッティの一連の論文は、グラフェンのハンディキャップ理論の証明が、シグナル発信者がコストと利益を人間が金を投資して同じ通貨で収入を増やす方法に類似した加法的な方法で取引するという重要な単純化の仮定に依存していることを示した。これは、1997年のジョンストンの図に示されているように、最適なシグナリングレベルは質の低いシグナル発信者と質の高いシグナル発信者で異なることを示している。コストと利益が加算的であるという仮定の妥当性は、性的に選択されたシグナルの進化への適用において議論されてきた。適応度は子孫の生産に依存するため、これは生殖成功の加法的な関数ではなく乗法的な関数であると推論できる。
さらなるゲーム理論モデルは、ヒナの物乞いの鳴き声、捕食者を阻止するシグナル、威嚇ディスプレイにおけるハンディキャップシグナルの進化的安定戦略を示した。ゲーム理論の古典的な物乞いのハンディキャップモデルでは、すべてのプレイヤーは、ある強度レベルの信号を生産するのに同じ金額を支払うと仮定されているが、受信者から望ましい応答（寄付）を引き出す相対的な価値は異なる。ヒナ鳥が空腹であればあるほど、食物はより価値があり、最適なシグナリングレベル（鳴き声の大きさ）は高くなる。

### チープトークモデル
ハンディキャップモデルへの反例は、ハンディキャップモデル自体に先行している。威嚇ディスプレイのようなハンディキャップコストのない信号のモデルは、生物学者がチープトークと呼ぶものが進化的に安定なコミュニケーションの形態である可能性を示している。いくつかの物乞いモデルの分析は、非コミュニケーション戦略が進化的に安定であるだけでなく、両方のプレイヤーにより高い利益をもたらすことを示している。ヒトの配偶者選択では、モンテカルロ法を含む数学的分析により、コストのかかる特性は異性にとってより魅力的であり、コストのかからない特性よりもはるかに稀であるべきだと示唆されている。
正直な均衡では、利害の対立の下でも正直な信号にコストがかからなくてもよいことがすぐに発見された。この結論は、最初は離散モデルで示され、その後連続モデルでも示された。紛争理論モデルでも同様の結果が得られている：威嚇ディスプレイは正直で進化的に安定であるために、ハンディキャップである必要はない。
ダスティン・J・ペンとサボルチ・サマドは2019年に、無駄な生物学や行為への進化的圧力の経験的証拠はまだないと述べ、ハンディキャップ理論は放棄されるべきだと提案した。

## 予測と解釈

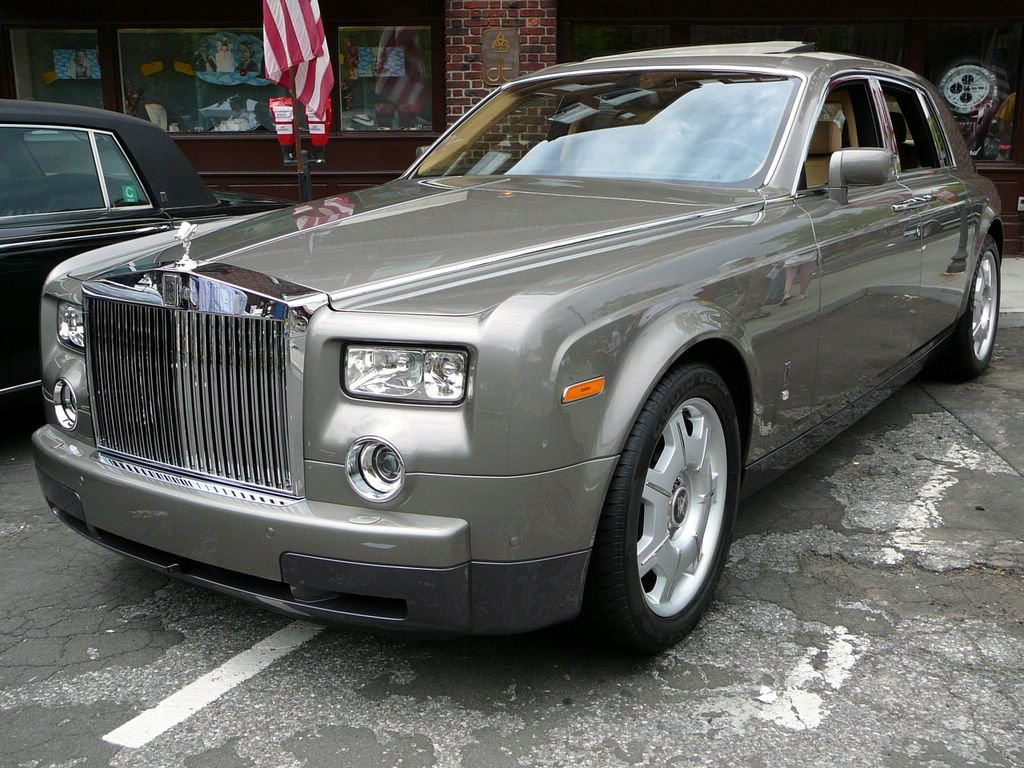
高級車やその他の「ヴェブレン財」は、ヒトにおけるハンディキャップ理論の一例かもしれない。

ハンディキャップ理論は、性的装飾や、目に見えて危険な行動などのその他の信号が、利害の対立する個体にとって関連のある特性を正確に宣伝するためには、コストがかからなければならないと予測する。ハンディキャップのかかった信号の典型的な例としては、鳥の歌、クジャクの尾、求愛ダンス、ニワシドリ科の鳥の構造物などがある。アメリカの科学者ジャレド・ダイアモンドは、バンジージャンプなどの特定の危険なヒトの行動は、ハンディキャップ理論の働きによって進化した本能の表現である可能性があると提案している。ザハヴィは、贈与儀式のポトラッチを、ハンディキャップ理論が実際に機能しているヒトの例として挙げている：目立った寛大さにはコストがかかる。このポトラッチの解釈は、ソースティン・ヴェブレンが『有閑階級の理論』の中で、この儀式を「顕示的消費」の例として使用したことに遡ることができる。
ハンディキャップ理論は、群選択に基づく以前の説明を時代遅れにし、単一の統一された遺伝子中心の進化観に合致する行動の解釈を提供することにより、さらなる支持を得ている。典型的な例は、ガゼルのストッティングである。この行動は、ライオンやチーターなどの捕食者に脅かされたとき、ガゼルが最初はゆっくりと走り、高くジャンプするというものである。群選択に基づく説明では、そのような行動は、他のガゼルにチーターの存在を警告するために適応したものかもしれないし、チーターを混乱させるためのガゼルの群れの集団的行動パターンの一部かもしれないとされていた。その代わりに、ザハヴィは、各ガゼルが仲間よりも適応度の高い個体であることを伝えていると提案した。

### 同種の他個体に対するシグナル
ザハヴィは特に、30年の寿命を持ち、利他主義的に振る舞うように見える高度に社会的な鳥、アラビアチャイロヒタキモドキを研究した。巣での手助け行動は、親でない鳥がヒナの給餌、監視、世話を助けるもので、しばしば血縁関係のない個体の間で起こる。したがって、これは、利他的な個体と近縁の個体が共有する遺伝子に作用する血縁選択説や自然選択説では説明できない。ザハヴィは、これらの行動を彼のシグナリング理論とその相関であるハンディキャップ理論に従って再解釈した。利他的行為は与え手にとってコストがかかるが、潜在的な配偶者にとっての魅力を高める可能性がある。この条件の進化は、競争的利他主義によって説明されるかもしれない。
フランスの生物学者パトリス・ダビッドは、シュモクバエの一種であるツノアシシュモクバエにおいて、オスの性的装飾である眼柄の長さに対する食物の質の変動などの環境ストレスへの反応に遺伝的変異が関与していることを示した。彼は、いくつかのオスの遺伝子型は常に大きな眼柄を発達させるが、他のオスは環境の悪化に比例して眼柄を縮小させることを示した。ダビッドは、メスの配偶者選択が子孫の遺伝的利益をもたらすと推測した。

### 他種に対するシグナル

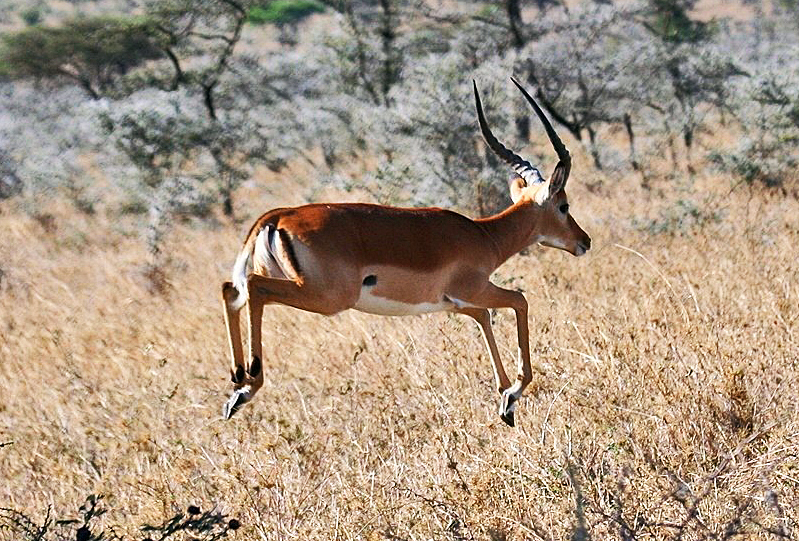
ストッティングするインパラ。捕食者に対し、追跡を思いとどまらせるシグナルとして機能する可能性のある行動。

シグナルは捕食者に向けられ、追跡は恐らく無駄になるだろうことを示す機能を持つ可能性がある。例えば、ストッティングは、特定のガゼルが捕食者を発見したときに行うエネルギッシュなジャンプの一種である。この行動は明らかな利点がなく、資源を無駄にしているように見える（捕食者に追われた場合、ガゼルの先行距離を減らす）ため、淘汰されそうに思えた。しかし、それは捕食者への捕食回避シグナルとして見たときに意味を持った。捕獲を回避するのに必要な適応度を持っていることをライオンに示すために少しのエネルギーを投資することで、ガゼルは実際の追跡でライオンを回避しなければならない可能性を減らす。適応度の実演に直面したライオンは、このガゼルを捕まえることができないと判断し、恐らく無駄になる追跡を避けることを選ぶかもしれない。ガゼルにとっての利点は二つある。第一に、ストッティングに投資する少量のエネルギーで、ガゼルはライオンを回避するために必要な膨大なエネルギーを消費しなくて済むかもしれない。第二に、ライオンが実際にこのガゼルを捕まえることができる場合、ガゼルのブラフによってその日の生存につながるかもしれない（ブラフが成功した場合）。しかし、数理生物学者のジョン・メイナード＝スミスは、他の説明も可能であり、例えば、それが適応度の正直なシグナルであるとか、捕食者が発見されたことの正直なシグナルである可能性があると述べ、ストッティングがどのようにしてハンディキャップになりうるのかを見るのは難しいと述べた

### 免疫能力のハンディキャップ
免疫能力のハンディキャップ理論は、アンドロゲンが媒介する形質が、アンドロゲンの免疫抑制効果により、状態を正確に示すことを示唆している。この免疫抑制は、テストステロンが限られた資源の装飾的形質と免疫系を含む他の組織への配分を変化させるためか、あるいは亢進した免疫系活動が生殖細胞に対する自己免疫攻撃を引き起こす傾向があるため、免疫系の抑制が生殖能力を高めるためかもしれない。健康な個体は、テストステロン濃度を上げることで免疫系を抑制し、同時に二次性徴と示威行動を増強することができる。この理論のさまざまな側面に関する実証的研究のレビューでは、弱い支持が見られた。

## 関連書籍
- 『生物進化とハンディキャップ理論』アモツ・ザハヴィ、アヴィシャグ・ザハヴィ共著　大貫昌子訳　白揚社 2001年